# Avenida 8 de Octubre
Avenida 8 de Octubre (pl.: Aleja 8 października) – jedna z ważniejszych ulic w Montevideo, stolicy Urugwaju.
Ulica zaczyna się w barrio Tres Cruces, gdzie odchodzi od Avenida 18 de Julio. Przechodzi krótkim tunelem pod Plaza de la Democracia (pl.: Plac Demokracji) i Bulevar General Artigas i kieruje się na północny wschód, krzyżując się z m.in. Avenida Damosa A. Larranga. Kończy się na granicy Flor de Maroñas i Maroñas – Parque Guaraní, przechodząc w ulicę Camino Maldonado.
Głównymi punktami orientacyjnymi położonymi przy ulicy są: szpital Médica Uruguaya, instytut Crandon, Szpital Wojskowy oraz szkoła Escuella Sanguinetti.